# Luís Gustavo Ledes
Luís Gustavo Ledes Evangelista dos Santos (Braga, Portugal, 28 de septiembre de 1992), conocido como Gustavo Ledes o Gus Ledes, es un futbolista luso-brasileño. Juega como centrocampista y su equipo es el AEK Larnaca de la Primera División de Chipre.

## Trayectoria
Luis Gustavo nació en Portugal, pero a los pocos años emigró a Brasília con su familia. Jugó en una escuela regentada por su padre, donde fue descubierto por el Fútbol Club Barcelona a los trece años, y decidió regresar a Europa para probar fortuna en el fútbol base del equipo catalán.
Tras lograr el triplete -Liga, Copa de Campeones y Copa del Rey- con el Juvenil A en la temporada 2010-11, fue ascendido al filial azulgrana.
En julio de 2011 participó en parte de la pretemporada del primer equipo, al ser convocado por Pep Guardiola para disputar la Copa Audi, aunque no tuvo minutos de juego.
Luego de 2 años junto con el filial azulgrana, la dirigencia del club decidió no renovarle por motivos de rendimiento. Tras haberse ido del club catalán fichó por el Rio Ave Futebol Clube de Portugal.
En el mercado de invierno de la tempora 2015-16, fichó por el filial del Celta de Vigo. A comienzos de la pretemporada 2016-17, el técnico del Celta, Eduardo Berizzo, lo convocó para realizar la pretemporada con el primer equipo, incluso llegó a jugar un partido amistoso contra el Club Deportivo Lugo.
En julio de 2017 se hizo oficial su fichaje por el Club de Futbol Reus Deportiu de la Segunda División. En enero de 2019, tras el descenso administrativo del equipo catalán, firmó por el C. D. Numancia. El 26 de agosto de 2020 firmó por el Club Deportivo Castellón por tres temporadas, tras abandonar el equipo soriano con motivo del descenso soriano a Segunda división B.
Tras un año en Castellón, en junio de 2021 se marchó a Chipre para jugar en el AEK Larnaca dos temporadas.

## Selección nacional
Ha sido internacional con las categorías inferiores de Portugal.

## Clubes
| Club                    | País     | Año       | Partidos | Goles |
| ----------------------- | -------- | --------- | -------- | ----- |
| F. C. Barcelona "B"     | España   | 2011-2013 | 32       | 1     |
| Rio Ave F. C.           | Portugal | 2013-2015 | 37       | 1     |
| R. C. Celta de Vigo "B" | España   | 2015-2017 | 55       | 3     |
| C. F. Reus Deportiu     | España   | 2017-2019 | 58       | 8     |
| C. D. Numancia          | España   | 2019-2020 | 51       | 0     |
| C. D. Castellón         | España   | 2020-2021 | 30       | 1     |
| AEK Larnaca             | Chipre   | 2021-     | 150      | 4     |

## Palmarés

### Títulos nacionales
| Título                            | Club                        | País   | Año  |
| --------------------------------- | --------------------------- | ------ | ---- |
| División de Honor Juvenil         | F. C. Barcelona Juvenil "A" | España | 2011 |
| Copa de Campeones de Liga Juvenil | F. C. Barcelona Juvenil "A" | España | 2011 |
| Copa del Rey Juvenil              | F. C. Barcelona Juvenil "A" | España | 2011 |
| Copa de Chipre                    | AEK Larnaca                 | Chipre | 2025 |